# Павловці-над-Ужем
Павловці-над-Ужем (словац. Pavlovce nad Uhom, угор. Pálóc) — село, громада в окрузі Михайлівці, Кошицький край, Словаччина. Розташоване на висоті 108 м над рівнем моря над річкою Уж. Населення — 1450 осіб. Більше половини населення складають цигани. В селі є бібліотека, спортивний зал та футбольне поле. Також є власний відділ реєстрації народжень та відділ поліції.
У 1960 році до громади було приєднане сусіднє село Тягиня.

## Населення
| Рік:            | 1994. | 2004.    | 2014.   | 2024.   |
| --------------- | ----- | -------- | ------- | ------- |
| Кількість осіб: | 3924  | 4530     | 4477    | 4663    |
| Різниця:        |       | +15,44 % | -1,16 % | +4,15 % |

| Рік:            | 2023. | 2024.   |
| --------------- | ----- | ------- |
| Кількість осіб: | 4652  | 4663    |
| Різниця:        |       | +0,23 % |

## Пам'ятки
У селі є римо-католицький костел в стилі бароко-класицизму (1793). У частині села Тягиня є греко-католицька церква в стилі неокласицизму (1892).

## Відомі люди
- Янош Келемен Бела Гадік, граф фон Футакі — угорський політик.